# 莫納維 (亞利桑那州)
莫納維（英語：Moenave）是位於美國亞利桑那州可可尼諾縣的一個非建制地區。該地的面積和人口皆未知。

## 地理
莫納維的座標為36°08′19″N 111°20′15″W / 36.13861°N 111.33750°W，而該地的平均海拔高度為1455米（即4774英尺）。